# Polisportiva S.S. Lazio Rugby 1927 2012-2013

## Eccellenza 2012-13

### Stagione regolare
| Incontro              | Andata | Ritorno |
| --------------------- | ------ | ------- |
| Lazio — L’Aquila      | 42-12  | 13-12   |
| Rovigo — Lazio        | 41-8   | 20-17   |
| Lazio — Calvisano     | 25-30  | 25-42   |
| San Donà — Lazio      | 21-13  | 22-23   |
| Crociati — Lazio      | 16-17  | 11-34   |
| Lazio — Petrarca      | 19-25  | 10-38   |
| I Cavalieri — Lazio   | 20-16  | 24-15   |
| Lazio — Reggio Emilia | 12-6   | 23-28   |
| Mogliano — Lazio      | 20-3   | 32-24   |
| Lazio — Fiamme Oro    | 17-19  | 29-20   |
| Viadana — Lazio       | 50-15  | 15-16   |

#### Risultati della stagione regolare
| Posizione | G  | V | N | P  | PF  | PS  | DP   | B  | Pt |
| --------- | -- | - | - | -- | --- | --- | ---- | -- | -- |
| 7ª        | 22 | 8 | 0 | 14 | 416 | 524 | -108 | 10 | 42 |

## Trofeo Eccellenza 2012-13

### Prima fase

#### Girone B
| Incontro              | Andata | Ritorno |
| --------------------- | ------ | ------- |
| Fiamme Oro — Lazio    | 21-18  | 3-32    |
| Lazio — Reggio Emilia | 41-22  | 34-21   |
| L’Aquila — Lazio      | 10-22  | 3-22    |

#### Risultati del girone B
| Posizione | G | V | N | P | PF  | PS | DP  | B | Pt |
| --------- | - | - | - | - | --- | -- | --- | - | -- |
| 1ª        | 6 | 5 | 0 | 1 | 169 | 80 | +89 | 6 | 26 |

### Finale
| Incontro        | Risultato |
| --------------- | --------- |
| Viadana — Lazio | 25-21     |